# 2630 Hermod
2630 Hermod eller 1980 TF3 är en asteroid i huvudbältet som upptäcktes den 14 oktober 1980 av Haute-Provence-observatoriet. Den är uppkallad efter Hermod i den nordiska mytologin.
Asteroiden har en diameter på ungefär 24 kilometer.